# Giải vô địch bóng đá nữ thế giới 2023 (Bảng E)
Bảng E của giải vô địch bóng đá nữ thế giới 2023 sẽ diễn ra từ ngày 22 tháng 7 đến ngày 1 tháng 8 năm 2023. Bảng này bao gồm Hoa Kỳ, Việt Nam, Hà Lan và Bồ Đào Nha. Hai đội tuyển đứng đầu sẽ giành quyền vào vòng 16 đội.

## Các đội tuyển
| Vị trí bốc thăm | Đội tuyển  | Nhóm hạt giống | Liên đoàn | Tư cách vòng loại                             | Ngày vượt qua vòng loại | Tham dự chung kết | Tham dự cuối cùng | Thành tích tốt nhất lần trước    | Bảng xếp hạng FIFA | Bảng xếp hạng FIFA |
| Vị trí bốc thăm | Đội tuyển  | Nhóm hạt giống | Liên đoàn | Tư cách vòng loại                             | Ngày vượt qua vòng loại | Tham dự chung kết | Tham dự cuối cùng | Thành tích tốt nhất lần trước    | Tháng 10 năm 2022  | Tháng 6 năm 2023   |
| --------------- | ---------- | -------------- | --------- | --------------------------------------------- | ----------------------- | ----------------- | ----------------- | -------------------------------- | ------------------ | ------------------ |
| E1              | Hoa Kỳ     | 1              | CONCACAF  | Vô địch Giải vô địch bóng đá nữ CONCACAF 2022 | 7 tháng 7 năm 2022      | Lần thứ 9         | 2019              | Vô địch (1991, 1999, 2015, 2019) | 1                  | 1                  |
| E2              | Việt Nam   | 3              | AFC       | Thắng Play-off Cúp bóng đá nữ châu Á 2022     | 6 tháng 2 năm 2022      | Lần đầu           | —                 | —                                | 34                 | 32                 |
| E3              | Hà Lan     | 2              | UEFA      | Nhất Bảng C khu vực châu Âu                   | 6 tháng 9 năm 2022      | Lần thứ 3         | 2019              | Á quân (2019)                    | 8                  | 9                  |
| E4              | Bồ Đào Nha | 4              | UEFA      | Thắng play-off Bảng A                         | 22 tháng 2 năm 2023     | Lần đầu           | —                 | —                                | 23                 | 21                 |

Ghi chú
1. ↑  Bảng xếp hạng vào Tháng 10 năm 2022 sẽ được sử dụng làm hạt giống cho buổi lễ bốc thăm.

## Bảng xếp hạng
| VT | Đội        | ST | T | H | B | BT | BB | HS  | Đ | Giành quyền tham dự                 |
| -- | ---------- | -- | - | - | - | -- | -- | --- | - | ----------------------------------- |
| 1  | Hà Lan     | 3  | 2 | 1 | 0 | 9  | 1  | +8  | 7 | Đi tiếp vào vòng đấu loại trực tiếp |
| 2  | Hoa Kỳ     | 3  | 1 | 2 | 0 | 4  | 1  | +3  | 5 | Đi tiếp vào vòng đấu loại trực tiếp |
| 3  | Bồ Đào Nha | 3  | 1 | 1 | 1 | 2  | 1  | +1  | 4 |                                     |
| 4  | Việt Nam   | 3  | 0 | 0 | 3 | 0  | 12 | −12 | 0 |                                     |

Ở vòng 16 đội:
- Đội nhất bảng E sẽ đấu với đội nhì bảng G.
- Đội nhì bảng E sẽ đấu với đội nhất bảng G.

## Các trận đấu
Tất cả trận đấu được liệt kê theo giờ địa phương, NZST (UTC+12).

### Hoa Kỳ vs Việt Nam
| Hoa Kỳ                         | 3–0      | Việt Nam |
| ------------------------------ | -------- | -------- |
| - Smith 14', 45+7' - Horan 77' | Chi tiết |          |

| Hoa Kỳ | Việt Nam |

| GK                | 1  | Alyssa Naeher     |     |     |
| RB                | 23 | Emily Fox         |     | 84' |
| CB                | 8  | Julie Ertz        |     |     |
| CB                | 4  | Naomi Girma       |     |     |
| LB                | 19 | Crystal Dunn      |     | 84' |
| CM                | 9  | Savannah DeMelo   |     | 63' |
| CM                | 17 | Andi Sullivan     |     |     |
| CM                | 10 | Lindsey Horan (c) | 56' |     |
| RW                | 20 | Trinity Rodman    |     | 75' |
| LW                | 11 | Sophia Smith      |     |     |
| CF                | 13 | Alex Morgan       |     | 63' |
| Thay người:       |    |                   |     |     |
| FW                | 15 | Megan Rapinoe     |     | 63' |
| MF                | 16 | Isibeal Atkinson  |     | 63' |
| MF                | 10 | Alyssa Thompson   |     | 75' |
| DF                | 4  | Kelly O'Hara      |     | 84' |
| DF                | 3  | Sofia Huerta      |     | 84' |
| Huấn luyện viên:  |    |                   |     |     |
| Vlatko Andonovski |    |                   |     |     |

| GK               | 14 | Trần Thị Kim Thanh    |     |     |
| CB               | 2  | Lương Thị Thu Thương  |     | 61' |
| CB               | 13 | Lê Thị Diễm My        |     |     |
| CB               | 4  | Trần Thị Thu          |     |     |
| RWB              | 17 | Trần Thị Thu Thảo     |     |     |
| LWB              | 5  | Hoàng Thị Loan        |     |     |
| RM               | 23 | Nguyễn Thị Bích Thùy  |     | 61' |
| CM               | 10 | Trần Thị Hải Linh     |     | 89' |
| CM               | 11 | Thái Thị Thảo         |     |     |
| LM               | 7  | Nguyễn Thị Tuyết Dung |     | 46' |
| CF               | 9  | Huỳnh Như (c)         | 75' | 76' |
| Thay người:      |    |                       |     |     |
| MF               | 21 | Ngân Thị Vạn Sự       |     | 46' |
| DF               | 3  | Chương Thị Kiều       |     | 61' |
| DF               | 22 | Nguyễn Thị Mỹ Anh     |     | 61' |
| FW               | 12 | Phạm Hải Yến          |     | 76' |
| MF               | 16 | Dương Thị Vân         |     | 89' |
| Huấn luyện viên: |    |                       |     |     |
| Mai Đức Chung    |    |                       |     |     |

| Cầu thủ xuất sắc của trận đấu: Sophia Smith (Hoa Kỳ) Trợ lý trọng tài: Fatiha Jermoumi (Maroc) Soukaina Hamdi (Maroc) Trọng tài thứ tư: Ivana Martinčić (Croatia) Trọng tài video: Juan Martínez Munuera (Tây Ban Nha) Trợ lý trọng tài video: Ella De Vries (Bỉ) Trợ lý trọng tài video (việt vị): Michelle O'Neill (Cộng hòa Ireland) |

### Hà Lan vs Bồ Đào Nha
| Hà Lan              | 1–0      | Bồ Đào Nha |
| ------------------- | -------- | ---------- |
| - Van der Gragt 13' | Chi tiết |            |

| Hà Lan | Bồ Đào Nha |

| GK               | 1  | Daphne van Domselaar   |     |       |
| CB               | 8  | Sherida Spitse (c)     |     |       |
| CB               | 3  | Stefanie van der Gragt |     |       |
| CB               | 20 | Dominique Janssen      |     |       |
| DM               | 14 | Jackie Groenen         |     |       |
| RM               | 17 | Victoria Pelova        |     | 90+4' |
| CM               | 6  | Jill Roord             |     |       |
| CM               | 10 | Daniëlle van de Donk   | 78' | 80'   |
| LM               | 22 | Esmee Brugts           |     |       |
| CF               | 7  | Lineth Beerensteyn     |     | 87'   |
| CF               | 11 | Lieke Martens          |     |       |
| Thay người:      |    |                        |     |       |
| MF               | 21 | Damaris Egurrola       |     | 80'   |
| FW               | 9  | Katja Snoeijs          |     | 87'   |
| MF               | 18 | Kerstin Casparij       |     | 90+4' |
| Huấn luyện viên: |    |                        |     |       |
| Andries Jonker   |    |                        |     |       |

| GK               | 1  | Inês Pereira       |     |     |
| RB               | 9  | Ana Borges         |     |     |
| CB               | 15 | Carole Costa       |     |     |
| CB               | 19 | Diana Gomes        | 84' |     |
| LB               | 2  | Catarina Amado     |     | 78' |
| RM               | 11 | Tatiana Pinto      |     |     |
| CM               | 14 | Dolores Silva (c)  |     | 67' |
| LM               | 13 | Fátima Pinto       |     |     |
| AM               | 8  | Andreia Norton     |     | 78' |
| CF               | 10 | Jéssica Silva      | 56' |     |
| CF               | 16 | Diana Silva        |     | 78' |
| Thay người:      |    |                    |     |     |
| MF               | 20 | Francisca Nazareth |     | 67' |
| DF               | 3  | Lúcia Alves        |     | 78' |
| MF               | 6  | Andreia Jacinto    |     | 78' |
| FW               | 23 | Telma Encarnação   |     | 78' |
| Huấn luyện viên: |    |                    |     |     |
| Francisco Neto   |    |                    |     |     |

| Cầu thủ xuất sắc của trận đấu: Stefanie van der Gragt (Hà Lan) Trợ lý trọng tài: Maryna Striletska (Ukraina) Paulina Baranowska (Ba Lan) Trọng tài thứ tư: Myriam Marcotte (Canada) Trọng tài video: Drew Fischer (Canada) Trợ lý trọng tài video: Abdulla Al-Marri (Qatar) Trợ lý trọng tài video (việt vị): Joanna Charaktis (Úc) |

### Hoa Kỳ vs Hà Lan
| Hoa Kỳ      | 1–1      | Hà Lan      |
| ----------- | -------- | ----------- |
| - Horan 62' | Chi tiết | - Roord 17' |

| Hoa Kỳ | Hà Lan |

| GK                | 1  | Alyssa Naeher     |     |     |
| RB                | 23 | Emily Fox         |     |     |
| CB                | 8  | Julie Ertz        |     |     |
| CB                | 4  | Naomi Girma       |     |     |
| LB                | 19 | Crystal Dunn      |     |     |
| DM                | 17 | Andi Sullivan     |     |     |
| CM                | 9  | Savannah DeMelo   |     | 46' |
| CM                | 10 | Lindsey Horan (c) |     |     |
| RF                | 20 | Trinity Rodman    |     |     |
| CF                | 13 | Alex Morgan       |     |     |
| LF                | 11 | Sophia Smith      |     |     |
| Thay người:       |    |                   |     |     |
| MF                | 16 | Rose Lavelle      | 51' | 46' |
| Huấn luyện viên:  |    |                   |     |     |
| Vlatko Andonovski |    |                   |     |     |

| GK               | 1  | Daphne van Domselaar   |  |       |
| SW               | 3  | Stefanie van der Gragt |  | 46'   |
| CB               | 8  | Sherida Spitse (c)     |  |       |
| CB               | 20 | Dominique Janssen      |  |       |
| RM               | 17 | Victoria Pelova        |  | 86'   |
| CM               | 6  | Jill Roord             |  | 90+4' |
| CM               | 14 | Jackie Groenen         |  |       |
| CM               | 10 | Daniëlle van de Donk   |  |       |
| LM               | 22 | Esmee Brugts           |  |       |
| CF               | 9  | Katja Snoeijs          |  | 71'   |
| CF               | 11 | Lieke Martens          |  |       |
| Thay người:      |    |                        |  |       |
| DF               | 4  | Aniek Nouwen           |  | 46'   |
| MF               | 21 | Damaris Egurrola       |  | 71'   |
| MF               | 18 | Kerstin Casparij       |  | 86'   |
| FW               | 13 | Renate Jansen          |  | 90+4' |
| Huấn luyện viên: |    |                        |  |       |
| Andries Jonker   |    |                        |  |       |

| Cầu thủ xuất sắc của trận đấu: Jill Roord (Hà Lan) Trợ lý trọng tài: Makoto Bozono (Nhật Bản) Naomi Teshirogi (Nhật Bản) Trọng tài thứ tư: Kim Yu-jeong (Hàn Quốc) Trọng tài video: Juan Soto (Venezuela) Trợ lý trọng tài video: Nicolás Gallo (Colombia) Trợ lý trọng tài video (việt vị): Leslie Vásquez (Chile) |

### Bồ Đào Nha vs Việt Nam
| Bồ Đào Nha                | 2–0      | Việt Nam |
| ------------------------- | -------- | -------- |
| - Telma 7' - Nazareth 21' | Chi tiết |          |

| Bồ Đào Nha | Việt Nam |

| GK               | 12 | Patrícia Morais    |     |     |
| RB               | 3  | Lúcia Alves        |     |     |
| CB               | 17 | Ana Seiça          |     | 90' |
| CB               | 15 | Carole Costa       |     |     |
| LB               | 5  | Joana Marchão      |     |     |
| DM               | 6  | Andreia Jacinto    |     | 90' |
| CM               | 20 | Francisca Nazareth |     | 69' |
| CM               | 11 | Tatiana Pinto      |     |     |
| RF               | 9  | Ana Borges (c)     | 86' |     |
| CF               | 23 | Telma Encarnação   |     | 75' |
| LF               | 10 | Jéssica Silva      |     | 69' |
| Thay người:      |    |                    |     |     |
| FW               | 8  | Ana Capeta         |     | 69' |
| MF               | 14 | Andreia Norton     |     | 69' |
| FW               | 16 | Carolina Mendes    |     | 75' |
| DF               | 4  | Sílvia Rebelo      |     | 90' |
| MF               | 7  | Ana Rute           |     | 90' |
| Huấn luyện viên: |    |                    |     |     |
| Francisco Neto   |    |                    |     |     |

| GK               | 14 | Trần Thị Kim Thanh   |  |     |
| SW               | 13 | Lê Thị Diễm My       |  |     |
| CB               | 2  | Lương Thị Thu Thương |  | 72' |
| CB               | 4  | Trần Thị Thu         |  |     |
| RWB              | 17 | Trần Thị Thu Thảo    |  |     |
| LWB              | 5  | Hoàng Thị Loan       |  |     |
| RM               | 23 | Nguyễn Thị Bích Thùy |  | 64' |
| CM               | 16 | Dương Thị Vân        |  | 64' |
| CM               | 11 | Thái Thị Thảo        |  |     |
| LM               | 19 | Nguyễn Thị Thanh Nhã |  |     |
| CF               | 9  | Huỳnh Như (c)        |  | 72' |
| Thay người:      |    |                      |  |     |
| MF               | 21 | Ngân Thị Vạn Sự      |  | 64' |
| MF               | 10 | Trần Thị Hải Linh    |  | 64' |
| DF               | 3  | Chương Thị Kiều      |  | 72' |
| FW               | 12 | Phạm Hải Yến         |  | 72' |
| Huấn luyện viên: |    |                      |  |     |
| Mai Đức Chung    |    |                      |  |     |

| Cầu thủ xuất sắc của trận đấu: Telma Encarnação (Bồ Đào Nha) Trợ lý trọng tài: Queency Victoire (Mauritius) Mary Njoroge (Kenya) Trọng tài thứ tư: Anahí Fernández (Uruguay) Trọng tài video: Adil Zourak (Maroc) Trợ lý trọng tài video: Daiane Muniz dos Santos (Brasil) Trợ lý trọng tài video (việt vị): Fatiha Jermoumi (Maroc) |

### Bồ Đào Nha vs Hoa Kỳ
| Bồ Đào Nha | 0–0      | Hoa Kỳ |
| ---------- | -------- | ------ |
|            | Chi tiết |        |

| Bồ Đào Nha | Hoa Kỳ |

| GK               | 1  | Ines Pereira       |     |     |
| CB               | 9  | Ana Borges         |     |     |
| CB               | 15 | Carole Costa       | 56' |     |
| CB               | 19 | Diana Gomes        | 72' |     |
| RWB              | 11 | Tatiana Pinto      |     |     |
| LWB              | 2  | Catarina Amado     | 86' | 89' |
| CM               | 14 | Dolores Silva (c)  |     |     |
| CM               | 8  | Andreia Norton     |     | 81' |
| AM               | 20 | Francisca Nazareth |     | 62' |
| CF               | 10 | Jéssica Silva      |     |     |
| CF               | 16 | Diana Silva        |     | 89' |
| Thay người:      |    |                    |     |     |
| MF               | 6  | Andreia Jacinto    |     | 62' |
| FW               | 23 | Telma Encarnação   |     | 81' |
| FW               | 21 | Ana Capeta         |     | 89' |
| DF               | 5  | Joana Marchão      |     | 89' |
| Huấn luyện viên: |    |                    |     |     |
| Francisco Neto   |    |                    |     |     |

| GK                | 1  | Alyssa Naeher     |     |       |
| RB                | 23 | Emily Fox         |     |       |
| CB                | 4  | Naomi Girma       | 81' |       |
| CB                | 8  | Julie Ertz        |     |       |
| LB                | 19 | Crystal Dunn      |     | 90+7' |
| DM                | 17 | Andi Sullivan     |     |       |
| CM                | 16 | Rose Lavelle      | 39' |       |
| CM                | 10 | Lindsey Horan (c) |     | 84'   |
| RF                | 6  | Lynn Williams     |     | 84'   |
| CF                | 13 | Alex Morgan       |     | 90+7' |
| LF                | 11 | Sophia Smith      | 52' | 61'   |
| Thay người:       |    |                   |     |       |
| FW                | 15 | Megan Rapinoe     |     | 61'   |
| DF                | 14 | Emily Sonnett     |     | 84'   |
| FW                | 20 | Trinity Rodman    |     | 84'   |
| FW                | 7  | Alyssa Thompson   |     | 90+7' |
| DF                | 5  | Kelley O'Hara     |     | 90+7' |
| Huấn luyện viên:  |    |                   |     |       |
| Vlatko Andonovski |    |                   |     |       |

| Cầu thủ xuất sắc của trận đấu: Alex Morgan (Hoa Kỳ) Trợ lý trọng tài: Natalie Aspinall (Anh) Anita Vad (Hungary) Trọng tài thứ tư: Anahí Fernández (Uruguay) Trọng tài video: Marco Fritz (Đức) Trợ lý trọng tài video: Tatiana Guzmán (Nicaragua) Trợ lý trọng tài video (việt vị): Maryna Striletska (Ukraina) |

### Việt Nam vs Hà Lan
| Việt Nam | 0–7      | Hà Lan                                                                          |
| -------- | -------- | ------------------------------------------------------------------------------- |
|          | Chi tiết | - Martens 8' - Snoeijs 11' - Brugts 18', 57' - Roord 23', 83' - Van de Donk 45' |

| Việt Nam | Hà Lan |

| GK               | 14 | Trần Thị Kim Thanh    |     | 46' |
| SW               | 13 | Lê Thị Diễm My        |     |     |
| CB               | 2  | Lương Thị Thu Thương  |     | 28' |
| CB               | 4  | Trần Thị Thu          |     |     |
| RWB              | 17 | Trần Thị Thu Thảo     |     |     |
| LWB              | 5  | Hoàng Thị Loan        |     | 28' |
| RM               | 23 | Nguyễn Thị Bích Thùy  |     | 60' |
| CM               | 10 | Trần Thị Hải Linh     |     |     |
| CM               | 16 | Dương Thị Vân         | 83' |     |
| LM               | 19 | Nguyễn Thị Thanh Nhã  |     |     |
| CF               | 12 | Phạm Hải Yến (c)      |     | 60' |
| Thay người:      |    |                       |     |     |
| DF               | 3  | Chương Thị Kiều       |     | 28' |
| DF               | 22 | Nguyễn Thị Mỹ Anh     |     | 28' |
| GK               | 20 | Khổng Thị Hằng        |     | 46' |
| MF               | 7  | Nguyễn Thị Tuyết Dung |     | 60' |
| FW               | 9  | Huỳnh Như             |     | 60' |
| Huấn luyện viên: |    |                       |     |     |
| Mai Đức Chung    |    |                       |     |     |

| GK               | 1  | Daphne van Domselaar   |  |     |
| SW               | 3  | Stefanie van der Gragt |  |     |
| CB               | 8  | Sherida Spitse (c)     |  | 73' |
| CB               | 20 | Dominique Janssen      |  |     |
| RM               | 17 | Victoria Pelova        |  | 46' |
| CM               | 6  | Jill Roord             |  |     |
| CM               | 14 | Jackie Groenen         |  | 62' |
| CM               | 10 | Daniëlle van de Donk   |  | 46' |
| LM               | 22 | Esmee Brugts           |  | 80' |
| CF               | 9  | Katja Snoeijs          |  |     |
| CF               | 11 | Lieke Martens          |  |     |
| Thay người:      |    |                        |  |     |
| MF               | 19 | Wieke Kaptein          |  | 46' |
| MF               | 18 | Kerstin Casparij       |  | 46' |
| MF               | 21 | Damaris Egurrola       |  | 62' |
| DF               | 15 | Caitlin Dijkstra       |  | 73' |
| DF               | 5  | Merel van Dongen       |  | 80' |
| Huấn luyện viên: |    |                        |  |     |
| Andries Jonker   |    |                        |  |     |

| Cầu thủ xuất sắc của trận đấu: Esmee Brugts (Hà Lan) Trợ lý trọng tài: Sanja Rođak-Karšić (Croatia) Karolin Kaivoja (Estonia) Trọng tài thứ tư: Iuliana Demetrescu (România) Trọng tài video: Carol Anne Chenard (Canada) Trợ lý trọng tài video: Nicolás Gallo (Colombia) Trợ lý trọng tài video (việt vị): Chantal Boudreau (Canada) |

## Kỷ luật của bảng đấu
Điểm kỷ luật sẽ được sử dụng như một tiêu chí xếp hạng nếu thành tích chung cuộc và thành tích đối đầu của các đội bằng nhau. Điểm này được tính dựa trên số thẻ vàng và thẻ đỏ nhận được trong tất cả các trận đấu vòng bảng như sau:
- thẻ vàng thứ nhất: trừ 1 điểm;
- thẻ đỏ gián tiếp (thẻ vàng thứ hai): trừ 3 điểm;
- thẻ đỏ trực tiếp: trừ 4 điểm;
- thẻ vàng và thẻ đỏ trực tiếp: trừ 5 điểm;

Chỉ một trong số các khoản trừ trên được áp dụng cho một cầu thủ trong một trận đấu duy nhất.
| Đội        | Trận 1   | Trận 1                                    | Trận 1 | Trận 1            | Trận 2   | Trận 2                                    | Trận 2 | Trận 2            | Trận 3   | Trận 3                                    | Trận 3 | Trận 3            | Điểm |
| Đội        | Thẻ vàng | Thẻ vàng · Thẻ vàng-đỏ (thẻ đỏ gián tiếp) | Thẻ đỏ | Thẻ vàng · Thẻ đỏ | Thẻ vàng | Thẻ vàng · Thẻ vàng-đỏ (thẻ đỏ gián tiếp) | Thẻ đỏ | Thẻ vàng · Thẻ đỏ | Thẻ vàng | Thẻ vàng · Thẻ vàng-đỏ (thẻ đỏ gián tiếp) | Thẻ đỏ | Thẻ vàng · Thẻ đỏ | Điểm |
| ---------- | -------- | ----------------------------------------- | ------ | ----------------- | -------- | ----------------------------------------- | ------ | ----------------- | -------- | ----------------------------------------- | ------ | ----------------- | ---- |
| Hà Lan     | 1        |                                           |        |                   |          |                                           |        |                   |          |                                           |        |                   | –1   |
| Việt Nam   | 1        |                                           |        |                   |          |                                           |        |                   | 1        |                                           |        |                   | –2   |
| Hoa Kỳ     | 1        |                                           |        |                   | 1        |                                           |        |                   | 3        |                                           |        |                   | –5   |
| Bồ Đào Nha | 2        |                                           |        |                   | 1        |                                           |        |                   | 3        |                                           |        |                   | –6   |